# Commissione Juncker
La Commissione Juncker è stata la commissione europea in carica dal 1º novembre 2014 al 30 novembre 2019, succeduta alla Commissione Barroso II. Era presieduta dal popolare lussemburghese Jean-Claude Juncker, eletto dal Parlamento europeo il 15 luglio 2014, dopo essere stato nominato dal Consiglio europeo il 27 giugno, a seguito dei risultati delle elezioni europee del 2014.

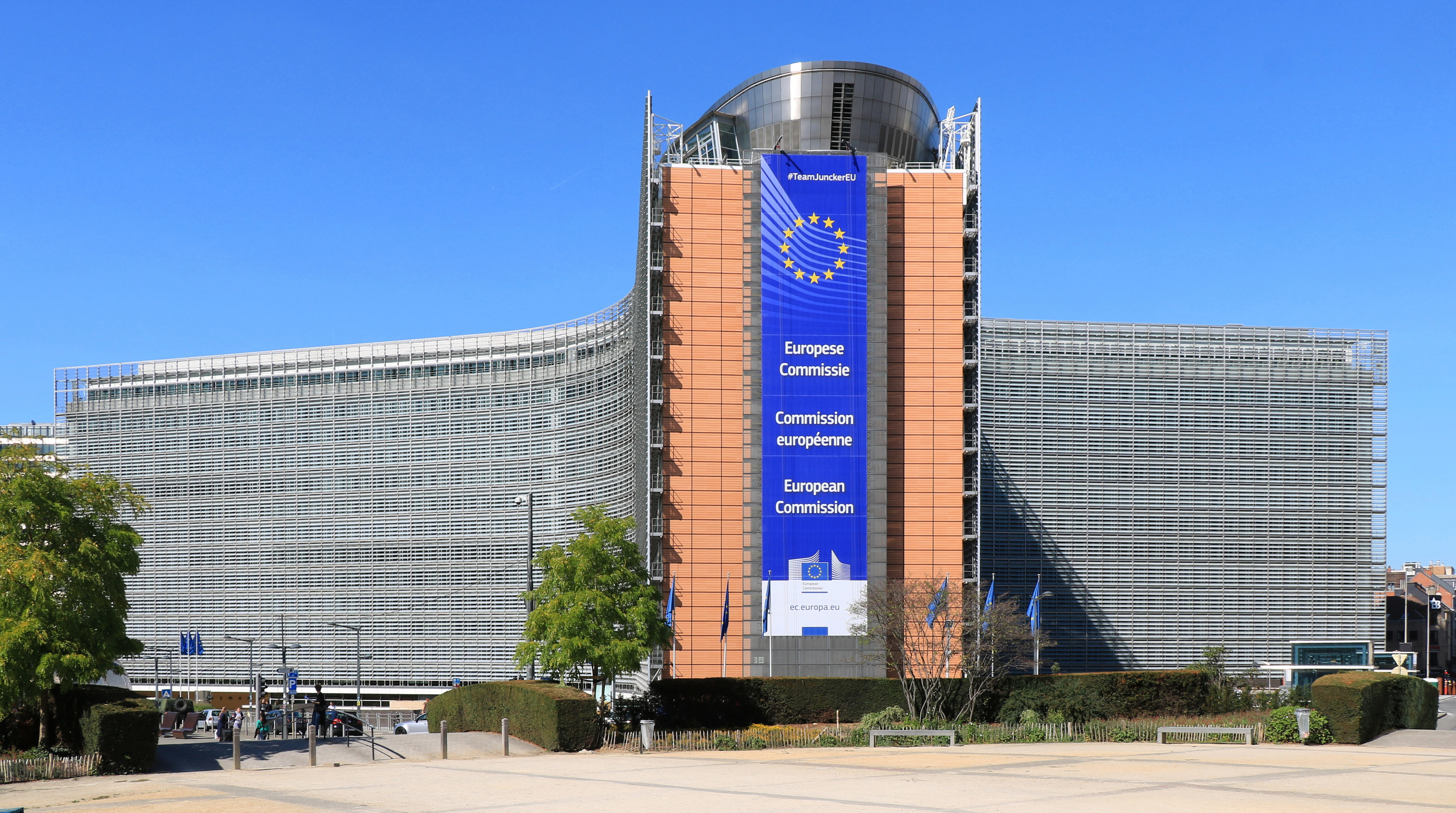
Palazzo Berlaymont, sede della Commissione europea

Jean-Claude Juncker è stato il primo presidente della Commissione europea eletto dal Parlamento europeo, su proposta del Consiglio europeo, a partire dai risultati delle elezioni europee in cui i candidati alla guida della Commissione erano stati indicati dalle famiglie politiche europee prima del voto.
La commissione Juncker era formata ed agiva secondo le regole dettate dal trattato di Lisbona, entrato in vigore il 1º dicembre 2009.

## Presidente
- Jean-Claude Juncker ( Lussemburgo) — Partito Popolare Europeo

È stato Primo Ministro del Lussemburgo dal 20 gennaio 1995 al 10 luglio 2013 ed è stato presidente dell'Eurogruppo dal 2005 al gennaio 2013. È il candidato del Partito Popolare Europeo alla presidenza della Commissione alle elezioni europee del 2014.
Il 27 giugno 2014 il Consiglio europeo lo ha proposto come presidente della Commissione. Il Parlamento europeo ha dato seguito a tale nomina il 15 luglio, eleggendolo con 422 favorevoli, 250 contrari e 47 astenuti.
Si è trattato della prima elezione del presidente della Commissione da parte del Parlamento europeo, che prima si limitava ad approvare la scelta del Consiglio.

## Formazione della Commissione
Attendendo l'elezione del presidente della Commissione europea il 15 luglio, il Consiglio europeo è stato convocato per il giorno successivo per un dibattito sulle altre nomine ai vertici delle istituzioni europee; questo si è rivelato inconcludente, per cui un ulteriore vertice è stato fissato per il 30 agosto per trovare un accordo sul pacchetto di nomine complessivo (Alto rappresentante dell'Unione per gli affari esteri e la politica di sicurezza, che sarà anche vicepresidente della Commissione, e Presidente del Consiglio europeo).
Tale accordo è stato infine raggiunto, designando così Federica Mogherini ad Alto rappresentante e Donald Tusk a Presidente del Consiglio europeo.
Nel frattempo il presidente Juncker ha ricevuto i nomi degli altri commissari designati dai governi nazionali, così da poter presentare la loro lista al presidente di turno Matteo Renzi il 5 settembre, per una prima approvazione delle personalità chiamate a svolgere l'incarico di commissari da parte del Consiglio.
Una volta ottenuta, il presidente eletto ha affidato a ciascun membro un portafoglio, potendo così presentare la composizione della sua commissione il 10 settembre.

## Approvazione della Commissione
A partire dal 29 settembre tutto il collegio si è presentato al Parlamento europeo per le audizioni, cui hanno fatto seguito le valutazioni e le eventuali votazioni delle commissioni sui candidati ascoltati. Il risultato è stato l'approvazione di tutti i candidati tranne della slovena Alenka Bratušek e di tutti gli incarichi tranne quello affidato all'ungherese Tibor Navracsics (la cui nomina a commissario europeo è stata comunque approvata). Il 10 ottobre, a seguito delle dimissioni rassegnate il giorno prima dalla Bratušek, il primo ministro sloveno Miro Cerar ha proposto la sua vice, Violeta Bulc, come nuovo candidato commissario europeo del suo paese. Il presidente Juncker ha così deciso un limitato rimpasto del collegio, annunciato il 15 ottobre, in tempo per l'approvazione definitiva, prevista per il 22 ottobre 2014.
Il 22 ottobre 2014 la nuova Commissione è approvata dal Parlamento europeo con 423 voti favorevoli, 209 contrari e 67 astenuti.
La nuova Commissione, avendo ottenuto anche l'approvazione definitiva del Consiglio europeo il 23 ottobre, è entrata in carica il 1º novembre 2014, al termine del mandato della precedente.

## Composizione politica
La composizione politica della commissione corrispondeva a quanto riassunto dalla seguente tabella:
| Partito europeo | Partito europeo                                             | Numero di commissari |
| --------------- | ----------------------------------------------------------- | -------------------- |
|                 | Partito Popolare Europeo (PPE)                              | 14 / 28              |
|                 | Partito del Socialismo Europeo (PSE)                        | 8 / 28               |
|                 | Alleanza dei Democratici e dei Liberali per l'Europa (ALDE) | 5 / 28               |
|                 | Indipendente                                                | 1 / 28               |

## Componenti della Commissione
La Commissione Juncker era composta da 9 donne e 19 uomini, come la precedente Commissione Barroso II.
|                           | Commissario                       | Immagine                                                 | Incarico e competenze | Stato           | Partito politico europeo | Partito politico nazionale                       |
| ------------------------- | --------------------------------- | -------------------------------------------------------- | --- | --------------- | ------------------------ | ------------------------------------------------ |
|                           | Jean-Claude Juncker               |                                                          | Presidente della Commissione europea | Lussemburgo     | PPE                      | Partito Popolare Cristiano Sociale               |
|                           | Frans Timmermans                  |                                                          | Primo Vicepresidente della Commissione europea Commissario europeo per la migliore legislazione, le relazioni interistituzionali, lo stato di diritto e la carta dei diritti fondamentali                      | Paesi Bassi     | PSE                      | Partito del Lavoro                               |
|                           | Federica Mogherini                |                                                          | Vicepresidente della Commissione europea Alto rappresentante dell'Unione per gli affari esteri e la politica di sicurezza                                                                                      | Italia          | PSE                      | Partito Democratico                              |
|                           | Kristalina Georgieva (2014-2016)  |                                                          | Vicepresidente della Commissione europea Commissario europeo per il bilancio e le risorse umane | Bulgaria        | PPE                      | Cittadini per lo Sviluppo Europeo della Bulgaria |
| Marija Gabriel (dal 2017) |                                   | Commissario europeo per l'economia e la società digitali | | Bulgaria        | PPE                      | Cittadini per lo Sviluppo Europeo della Bulgaria |
|                           | Valdis Dombrovskis                |                                                          | Vicepresidente della Commissione europea Commissario europeo per l'euro e il dialogo sociale Commissario europeo per la stabilità finanziaria, i servizi finanziari e il mercato unico dei capitali (dal 2016) | Lettonia        | PPE                      | Unità                                            |
|                           | Andrus Ansip (fino a giugno 2019) |                                                          | Vicepresidente della Commissione europea Commissario europeo per il mercato unico digitale Commissario europeo per l'economia e la società digitali ad interim (gennaio-luglio 2017)                           | Estonia         | ALDE                     | Partito Riformatore Estone                       |
|                           | Jyrki Katainen                    |                                                          | Vicepresidente della Commissione europea Commissario europeo per il lavoro, la crescita, gli investimenti e la competitività                                                                                   | Finlandia       | PPE                      | Partito di Coalizione Nazionale                  |
|                           | Maroš Šefčovič                    |                                                          | Vicepresidente della Commissione europea Commissario europeo per l'unione energetica Commissario europeo per il mercato unico digitale ad interim (da luglio 2019)                                             | Slovacchia      | PSE                      | Direzione - Socialdemocrazia                     |
|                           | Johannes Hahn                     |                                                          | Commissario europeo per la politica di vicinato e i negoziati per l'allargamento Commissario europeo per la politica regionale ad interim (da luglio 2019)                                                     | Austria         | PPE                      | Partito Popolare Austriaco                       |
|                           | Marianne Thyssen                  |                                                          | Commissario europeo per l'occupazione, gli affari sociali, le competenze e la mobilità del lavoro | Belgio          | PPE                      | Cristiano-Democratici e Fiamminghi               |
|                           | Neven Mimica                      |                                                          | Commissario europeo per la cooperazione internazionale e lo sviluppo | Croazia         | PSE                      | Partito Socialdemocratico di Croazia             |
|                           | Christos Stylianidis              |                                                          | Commissario europeo per gli aiuti umanitari e la gestione delle crisi | Cipro           | PPE                      | Raggruppamento Democratico                       |
|                           | Margrethe Vestager                |                                                          | Commissario europeo per la concorrenza | Danimarca       | ALDE                     | Sinistra Radicale                                |
|                           | Pierre Moscovici                  |                                                          | Commissario europeo per gli affari economici e monetari, la fiscalità e l'unione doganale | Francia         | PSE                      | Partito Socialista                               |
|                           | Günther Oettinger                 |                                                          | Commissario europeo per l'economia e la società digitali (2014-2016) Commissario europeo per il bilancio e le risorse umane (dal 2017)                                                                         | Germania        | PPE                      | Unione Cristiano-Democratica di Germania         |
|                           | Dimitris Avramopoulos             |                                                          | Commissario europeo per le migrazioni, gli affari interni e la cittadinanza | Grecia          | PPE                      | Nuova Democrazia                                 |
|                           | Phil Hogan                        |                                                          | Commissario europeo per l'agricoltura e lo sviluppo rurale | Irlanda         | PPE                      | Fine Gael                                        |
|                           | Vytenis Andriukaitis              |                                                          | Commissario europeo per la salute e la sicurezza alimentare | Lituania        | PSE                      | Partito Socialdemocratico di Lituania            |
|                           | Karmenu Vella                     |                                                          | Commissario europeo per l'ambiente, gli affari marittimi e la pesca | Malta           | PSE                      | Partito Laburista                                |
|                           | Elżbieta Bieńkowska               |                                                          | Commissario europeo per il mercato interno, l'industria, l'imprenditoria e le piccole e medie imprese | Polonia         | PPE                      | Piattaforma Civica                               |
|                           | Carlos Moedas                     |                                                          | Commissario europeo per la ricerca, la scienza e l'innovazione | Portogallo      | PPE                      | Partito Social Democratico                       |
|                           | Jonathan Hill (2014-2016)         |                                                          | Commissario europeo per la stabilità finanziaria, i servizi finanziari e il mercato unico dei capitali | Regno Unito     | ECR                      | Partito Conservatore                             |
|                           | Julian King (dal 2016)            |                                                          | Commissario europeo per l'unione della sicurezza | Regno Unito     | Indipendente             | Indipendente                                     |
|                           | Věra Jourová                      |                                                          | Commissario europeo per la giustizia, la tutela dei consumatori e l'uguaglianza di genere | Repubblica Ceca | ALDE                     | ANO 2011                                         |
|                           | Corina Crețu (fino a giugno 2019) |                                                          | Commissario europeo per la politica regionale | Romania         | PSE                      | Partito Socialdemocratico                        |
|                           | Violeta Bulc                      |                                                          | Commissario europeo per i trasporti | Slovenia        | ALDE                     | Partito di Miro Cerar                            |
|                           | Miguel Arias Cañete               |                                                          | Commissario europeo per l'azione per il clima e l'energia | Spagna          | PPE                      | Partito Popolare                                 |
|                           | Cecilia Malmström                 |                                                          | Commissario europeo per il commercio | Svezia          | ALDE                     | Liberali                                         |
|                           | Tibor Navracsics                  |                                                          | Commissario europeo per l'educazione, la cultura, la gioventù e lo sport | Ungheria        | PPE                      | Fidesz - Unione Civica Ungherese                 |

## Project Team
Juncker ha proposto per la prima volta una Commissione in cui alcuni membri fossero raggruppati e lavorassero insieme su specifici ambiti e politiche. Questi gruppi erano noti come Project Team e ognuno era presieduto da un vicepresidente. Ogni gruppo era composto da alcuni commissari centrali cui si aggiungevano altri membri le cui competenze potevano ricadere nell'area d'interesse del team a seconda delle necessità. Sia Frans Timmermans sia Kristalina Georgieva (sostituita poi da Günther Oettinger) supervisionavano tutti i commissari. Gli altri cinque project team erano i seguenti:

### Mercato unico digitale
Vicepresidente: Andrus Ansip (Mercato unico digitale)
Elżbieta Bieńkowska (Mercato interno, industria, imprenditoria e PMI)
Corina Crețu (Politica regionale)
Phil Hogan (Agricoltura e sviluppo rurale)
Věra Jourová (Giustizia, tutela dei consumatori e uguaglianza di genere)
Pierre Moscovici (Affari economici e monetari, fiscalità e dogane)
Günther Oettinger/Marija Gabriel (Economia e società digitali)
Marianne Thyssen (Occupazione, affari sociali, competenze e mobilità del lavoro)
Vytenis Andriukaitis (Salute e sicurezza alimentare)
Jonathan Hill/Valdis Dombrovskis (Stabilità finanziaria, servizi finanziari e mercato unico dei capitali)
Carlos Moedas (Ricerca, scienza e innovazione)
Tibor Navracsics (Educazione, cultura, gioventù e sport)
Margrethe Vestager (Concorrenza)

### Unione economica e monetaria
Vicepresidente: Valdis Dombrovskis (Euro e dialogo sociale)
Elżbieta Bieńkowska (Mercato interno, industria, imprenditoria e PMI)
Corina Crețu (Politica regionale)
Věra Jourová (Giustizia, tutela dei consumatori e uguaglianza di genere)
Jonathan Hill/Valdis Dombrovskis (Stabilità finanziaria, servizi finanziari e mercato unico dei capitali)
Pierre Moscovici (Affari economici e monetari, fiscalità e dogane)
Tibor Navracsics (Educazione, cultura, gioventù e sport)
Marianne Thyssen (Occupazione, affari sociali, competenze e mobilità del lavoro)

### Lavoro, crescita, investimenti e competitività
Vicepresidente: Jyrki Katainen (Lavoro, crescita, investimenti e competitività)
Elżbieta Bieńkowska (Mercato interno, industria, imprenditoria e PMI)
Miguel Arias Cañete (Azione per il clima ed energia)
Corina Crețu (Politica regionale)
Jonathan Hill/Valdis Dombrovskis (Stabilità finanziaria, servizi finanziari e mercato unico dei capitali)
Pierre Moscovici (Affari economici e monetari, fiscalità e dogane)
Günther Oettinger/Marija Gabriel (Economia e società digitali)
Violeta Bulc (Trasporti)
Marianne Thyssen (Occupazione, affari sociali, competenze e mobilità del lavoro)
Vytenis Andriukaitis (Salute e sicurezza alimentare)
Dimitris Avramopoulos (Migrazioni, affari interni e cittadinanza)
Johannes Hahn (Politica europea di vicinato e allargamento)
Phil Hogan (Agricoltura e sviluppo rurale)
Věra Jourová (Giustizia, tutela dei consumatori e uguaglianza di genere)
Cecilia Malmström (Commercio)
Carlos Moedas (Ricerca, scienza e innovazione)
Tibor Navracsics (Educazione, cultura, gioventù e sport)
Karmenu Vella (Ambiente, affari marittimi e pesca)
Margrethe Vestager (Concorrenza)

### Unione energetica e azione per il clima
Vicepresidente: Maroš Šefčovič (Unione energetica)
Elżbieta Bieńkowska (Mercato interno, industria, imprenditoria e PMI)
Miguel Arias Cañete (Azione per il clima ed energia)
Corina Crețu (Politica regionale)
Phil Hogan (Agricoltura e sviluppo rurale)
Karmenu Vella (Ambiente, affari marittimi e pesca)
Carlos Moedas (Ricerca, scienza e innovazione)
Violeta Bulc (Trasporti)
Věra Jourová (Giustizia, tutela dei consumatori e uguaglianza di genere)
Cecilia Malmström (Commercio)
Günther Oettinger/Marija Gabriel (Economia e società digitali)
Pierre Moscovici (Affari economici e monetari, fiscalità e dogane)
Marianne Thyssen (Occupazione, affari sociali, competenze e mobilità del lavoro)
Margrethe Vestager (Concorrenza)

### Politica estera
Vicepresidente: Federica Mogherini (Affari esteri e politica di sicurezza)
Johannes Hahn (Politica europea di vicinato e allargamento)
Cecilia Malmström (Commercio)
Neven Mimica (Cooperazione internazionale e sviluppo)
Christos Stylianidis (Aiuti umanitari e gestione delle crisi)
Dimitris Avramopoulos (Migrazioni, affari interni e cittadinanza)
Miguel Arias Cañete (Azione per il clima ed energia)
Violeta Bulc (Trasporti)

### Una nuova politica sulle migrazioni
Nel 2015, nel pieno della crisi dei migranti, è stato creato un nuovo project team sul tema.
Vicepresidente: Frans Timmermans (Migliore legislazione, relazioni interistituzionali, stato di diritto e carta dei diritti fondamentali)
Vicepresidente: Federica Mogherini (Affari esteri e politica di sicurezza)
Dimitris Avramopoulos (Migrazioni, affari interni e cittadinanza)
Johannes Hahn (Politica europea di vicinato e allargamento)
Neven Mimica (Cooperazione internazionale e sviluppo)
Christos Stylianidis (Aiuti umanitari e gestione delle crisi)
Věra Jourová (Giustizia, tutela dei consumatori e uguaglianza di genere)
Julian King (Unione della sicurezza)
L'idea dei Project Team è stata ripresa successivamente da Ursula von der Leyen nella Commissione von der Leyen I, nella quale il numero dei gruppi di lavoro è salito da cinque a sei.